# Lista de capitais do Brasil por clima
Esta é a lista de capitais do Brasil por clima conforme a classificação climática de Köppen, apresentando os seguintes dados anuais: temperatura máxima absoluta, temperatura máxima média, temperatura média, temperatura mínima média, temperatura mínima absoluta e precipitação total.

## Dados climáticos
| Sede de governo | Unidade federativa  | Clima (Köppen) | T. máx. abs. | T. máx. méd. | T. méd. | T. mín. méd. | T. mín. abs. | Precip. anual | Referências                                                             |
| --------------- | ------------------- | -------------- | ------------ | ------------ | ------- | ------------ | ------------ | ------------- | ----------------------------------------------------------------------- |
| Aracaju         | Sergipe             | As'            | 35,3 °C      | 28,5 °C      | 26,0 °C | 23,2 °C      | 11,0 °C      | 1 695,2mm     | [ 1 ] [ 2 ] [ 3 ] [ 4 ] [ 5 ] [ 6 ] [ 7 ] [ 8 ] [ 9 ]                   |
| Belém           | Pará                | Af             | 38,5 °C      | 31,5 °C      | 25,9 °C | 22,1 °C      | 18,5 °C      | 2 921,7mm     | [ 10 ] [ 11 ] [ 12 ] [ 13 ] [ 14 ] [ 15 ] [ 16 ] [ 17 ] [ 18 ]          |
| Belo Horizonte  | Minas Gerais        | Aw/Cwa         | 37,4 °C      | 27,1 °C      | 21,1 °C | 16,7 °C      | 0,1 °C       | 1 463,7mm     | [ 19 ] [ 20 ] [ 21 ] [ 22 ] [ 23 ] [ 24 ] [ 25 ] [ 26 ] [ 27 ]          |
| Boa Vista       | Roraima             | Aw             | 42,0 °C      | 32,4 °C      | 27,4 °C | 23,2 °C      | 10,2 °C      | 1 420,4mm     | [ 28 ] [ 29 ] [ 30 ] [ 31 ] [ 32 ] [ 33 ] [ 34 ] [ 35 ] [ 36 ]          |
| Brasília        | Distrito Federal    | Aw             | 35,8 °C      | 26,6 °C      | 20,6 °C | 16,1 °C      | 1,6 °C       | 1 540,6mm     | [ 37 ] [ 38 ] [ 39 ] [ 40 ] [ 41 ] [ 42 ] [ 43 ] [ 44 ] [ 45 ]          |
| Campo Grande    | Mato Grosso do Sul  | Aw             | 40,2 °C      | 28,8 °C      | 22,8 °C | 18,0 °C      | -0,9 °C      | 1 533,8mm     | [ 46 ] [ 47 ] [ 48 ] [ 49 ] [ 50 ] [ 51 ] [ 52 ] [ 53 ] [ 54 ]          |
| Cuiabá          | Mato Grosso         | Aw             | 44 °C        | 38,6 °C      | 31,8 °C | 27,4 °C      | 3,3 °C       | 1 342,3mm     | [ 37 ] [ 38 ] [ 39 ] [ 40 ] [ 41 ] [ 42 ] [ 43 ] [ 55 ] [ 56 ]          |
| Curitiba        | Paraná              | Cfb            | 35,2 °C      | 23,1 °C      | 16,8 °C | 12,5 °C      | -5,4 °C      | 1 483,4mm     | [ 57 ] [ 58 ] [ 59 ] [ 60 ] [ 61 ] [ 62 ] [ 63 ] [ 64 ] [ 65 ]          |
| Florianópolis   | Santa Catarina      | Cfa            | 39,7 °C      | 24,2 °C      | 20,4 °C | 17,5 °C      | 0,7 °C       | 1 517,8mm     | [ 57 ] [ 58 ] [ 59 ] [ 60 ] [ 61 ] [ 62 ] [ 63 ] [ 66 ] [ 67 ]          |
| Fortaleza       | Ceará               | As'            | 37,0 °C      | 30,1 °C      | 26,6 °C | 23,6 °C      | 19,4 °C      | 1 608,4mm     | [ 68 ] [ 69 ] [ 70 ] [ 71 ] [ 72 ] [ 73 ] [ 74 ] [ 75 ] [ 76 ] [ 77 ]   |
| Goiânia         | Goiás               | Aw             | 42 °C        | 29,8 °C      | 23,2 °C | 17,7 °C      | 1,2°C        | 1 571,4mm     | [ 37 ] [ 38 ] [ 39 ] [ 40 ] [ 41 ] [ 42 ] [ 43 ] [ 78 ] [ 79 ]          |
| João Pessoa     | Paraíba             | As'            | 34,8 °C      | 29,3 °C      | 26,1 °C | 22,5 °C      | 15,0 °C      | 2 145,4mm     | [ 80 ] [ 81 ] [ 82 ] [ 83 ] [ 84 ] [ 85 ] [ 86 ] [ 87 ] [ 88 ]          |
| Macapá          | Amapá               | Am             | 39,6 °C      | 30,7 °C      | 26,6 °C | 23,3 °C      | 19,6 °C      | 2 561,3mm     | [ 89 ] [ 90 ] [ 91 ] [ 92 ] [ 93 ] [ 94 ] [ 95 ] [ 96 ] [ 97 ]          |
| Maceió          | Alagoas             | As'            | 38,4 °C      | 28,9 °C      | 24,8 °C | 21,6 °C      | 11,3 °C      | 2 070,5mm     | [ 1 ] [ 2 ] [ 3 ] [ 4 ] [ 5 ] [ 6 ] [ 7 ] [ 98 ] [ 99 ]                 |
| Manaus          | Amazonas            | Am             | 39,0 °C      | 31,4 °C      | 26,7 °C | 23,3 °C      | 12,0 °C      | 2 307,4mm     | [ 28 ] [ 29 ] [ 30 ] [ 31 ] [ 32 ] [ 33 ] [ 100 ] [ 101 ] [ 102 ]       |
| Natal           | Rio Grande do Norte | As'            | 34,0 °C      | 29,3 °C      | 26,0 °C | 22,5 °C      | 10,6 °C      | 1 465,4mm     | [ 103 ] [ 104 ] [ 105 ] [ 106 ] [ 107 ] [ 108 ] [ 109 ] [ 110 ] [ 111 ] |
| Palmas          | Tocantins           | Aw             | 43,0 °C      | 32,1 °C      | 25,0 °C | 19,4 °C      | 11,5 °C      | 1 301,2mm     | [ 37 ] [ 38 ] [ 39 ] [ 40 ] [ 41 ] [ 42 ] [ 112 ] [ 113 ]               |
| Porto Alegre    | Rio Grande do Sul   | Cfa            | 40,6 °C      | 24,8 °C      | 19,5 °C | 15,6 °C      | -4,0 °C      | 1 320,2mm     | [ 114 ] [ 115 ] [ 116 ] [ 117 ] [ 118 ] [ 119 ] [ 120 ] [ 121 ] [ 122 ] |
| Porto Velho     | Rondônia            | Am             | 40,9 °C      | 32,3 °C      | 25,6 °C | 20,9 °C      | 7,4 °C       | 2 255,4mm     | [ 46 ] [ 47 ] [ 48 ] [ 49 ] [ 50 ] [ 51 ] [ 52 ] [ 123 ] [ 124 ]        |
| Recife          | Pernambuco          | As'            | 35,1 °C      | 29,1 °C      | 25,5 °C | 21,8 °C      | 15,0 °C      | 2 417,6mm     | [ 80 ] [ 81 ] [ 82 ] [ 83 ] [ 84 ] [ 85 ] [ 86 ] [ 125 ] [ 126 ]        |
| Rio Branco      | Acre                | Am             | 39,8 °C      | 31,5 °C      | 24,8 °C | 19,8 °C      | 6,0 °C       | 1 947,5mm     | [ 28 ] [ 29 ] [ 30 ] [ 31 ] [ 32 ] [ 33 ] [ 34 ] [ 127 ] [ 128 ]        |
| Rio de Janeiro  | Rio de Janeiro      | Aw             | 42,5ºC       | 34,7ºc       | 31,9 °C | 21,2ºC       | 4,8°C        | 1 251,0 mm    | [ 129 ] [ 130 ] [ 131 ] [ 132 ] [ 133 ] [ 134 ] [ 135 ] [ 136 ] [ 137 ] |
| Salvador        | Bahia               | Af             | 37,0 °C      | 33,7 °C      | 28,3 °C | 26,3 °C      | 15,3 °C      | 2 144,1mm     | [ 1 ] [ 2 ] [ 3 ] [ 4 ] [ 5 ] [ 6 ] [ 7 ] [ 138 ] [ 139 ]               |
| São Luís        | Maranhão            | Am             | 37,2 °C      | 30,4 °C      | 26,1 °C | 23,3 °C      | 13,1 °C      | 2 290,0mm     | [ 89 ] [ 90 ] [ 91 ] [ 92 ] [ 93 ] [ 94 ] [ 95 ] [ 140 ] [ 141 ]        |
| São Paulo       | São Paulo           | Cfa            | 38,8 °C      | 26,9 °C      | 23,2 °C | 13,6 °C      | -2,1 °C      | 1 441,0mm     | [ 57 ] [ 58 ] [ 59 ] [ 60 ] [ 61 ] [ 62 ] [ 63 ] [ 142 ] [ 143 ]        |
| Teresina        | Piauí               | Aw'            | 41,1 °C      | 33,5 °C      | 27,1 °C | 22,1 °C      | 10,4 °C      | 1 393,2mm     | [ 144 ] [ 145 ] [ 146 ] [ 147 ] [ 148 ] [ 149 ] [ 150 ] [ 151 ] [ 152 ] |
| Vitória         | Espírito Santo      | Aw             | 39,6 °C      | 28,9 °C      | 24,8 °C | 13,7 °C      | 10,3 °C      | 1 252,3mm     | [ 19 ] [ 20 ] [ 21 ] [ 22 ] [ 23 ] [ 24 ] [ 25 ] [ 153 ] [ 154 ]        |

## Glossário de tipos climáticos
| Classificação | Tipo        | Definição                                                          |
| ------------- | ----------- | ------------------------------------------------------------------ |
| Am            | Megatérmico | Clima de monção                                                    |
| As            | Megatérmico | Clima tropical com estação seca de verão, chuvas de inverno        |
| As'           | Megatérmico | Clima tropical com estação seca de verão, chuvas de inverno-outono |
| Aw            | Megatérmico | Clima tropical com estação seca de inverno, chuvas de verão        |
| Aw'           | Megatérmico | Clima tropical com estação seca de inverno, chuvas de verão-outono |
| Cfa           | Mesotérmico | Clima temperado úmido com verão quente, sem estação seca           |
| Cfb           | Mesotérmico | Clima temperado úmido com verão moderado, sem estação seca         |
| Cwa           | Mesotérmico | Clima temperado úmido com inverno seco e verão quente              |